# Partido Autóctono Negro
El Partido Autóctono Negro (PAN) fue una organización política uruguaya cuyo objetivo principal fue la reivindicación de los derechos de la colectividad afrouruguaya. Fue fundado en el año 1936 y se disolvió en 1944.

## Sus fundadores
Sus principales fundadores fueron:
- Elemo Cabral (1887-1969), se desempeñó como portero del Museo Histórico Nacional (Montevideo).
- Ventura Barrios (1896-1952), de oficio linotipista.
- Pilar Barrios (1899-1974), hermano del anterior fue poeta y gestor de trámites de un estudio jurídico montevideano.
- Salvador Betervide (1903-1936), nacido en la ciudad de Melo (departamento de Cerro Largo) se recibió de abogado a los 22 años de edad en Montevideo. Habiendo pertenecido originalmente al Partido Nacional, se vinculó al político Julio César Grauert, afiliándose al Movimiento Avanzar, fundado por éste en el seno del Partido Colorado. Muerto Grauert como consecuencia de un enfrentamiento con la policía al regresar de un acto realizado en el interior del país en el cual denunció a la dictadura de Gabriel Terra, Betervide impulsa la creación del PAN. Ejerció su profesión básicamente como defensor de oficio.

Cabral y los hermanos Barrios fundaron y sostuvieron la revista Nuestra Raza (1933-1948) dedicada a brindar información y difundir temas culturales relacionados con su colectividad. En oportunidad de la invasión italiana a Etiopía formaron parte del Comité de la Raza Negra contra la Guerra y el Fascismo. Betervide junto a Isabelino Gares fueron los mentores de un periódico de similar contenido, La Vanguardia (1928-1929).
Otros militantes del Partido fueron: Maruja Pereyra (esposa de Pilar Barrios), Mario R. Méndez, Ignacio Suárez Peña, Ceferino Nieres, Sandalio del Puerto, Carmelo Gentile, Aníbal Eduarte, Ismael Arribio y Gilberto Cabral (hijo de Elemo).

## Programa del PAN
El Programa Político del PAN se estructuró sobre cuatro puntos:
1. - Denuncia de la discriminación ocupacional.
2. - Unidad de intereses comunes con los sectores más desposeídos de la sociedad.
3. - Apoyo a las iniciativas que favorecieran al país.
4. - Obtención de representación parlamentaria de la colectividad.

En Uruguay nunca hubo una legislación que impusiera a sus ciudadanos restricciones por razones de raza pero, en los hechos hasta la actualidad, la colectividad negra (una de las más antiguas del país) presenta un fuerte rezago en el plano ocupacional y social, siendo la situación en aquellos años aún peor.
El primer representante nacional negro electo como titular fue Edgardo Ortuño, elegido por la Vertiente Artiguista del Frente Amplio en 1994, quien en la legislatura anterior fue convocado ocasionalmente por su condición de suplente.

## De la fundación del Partido a las elecciones de 1938

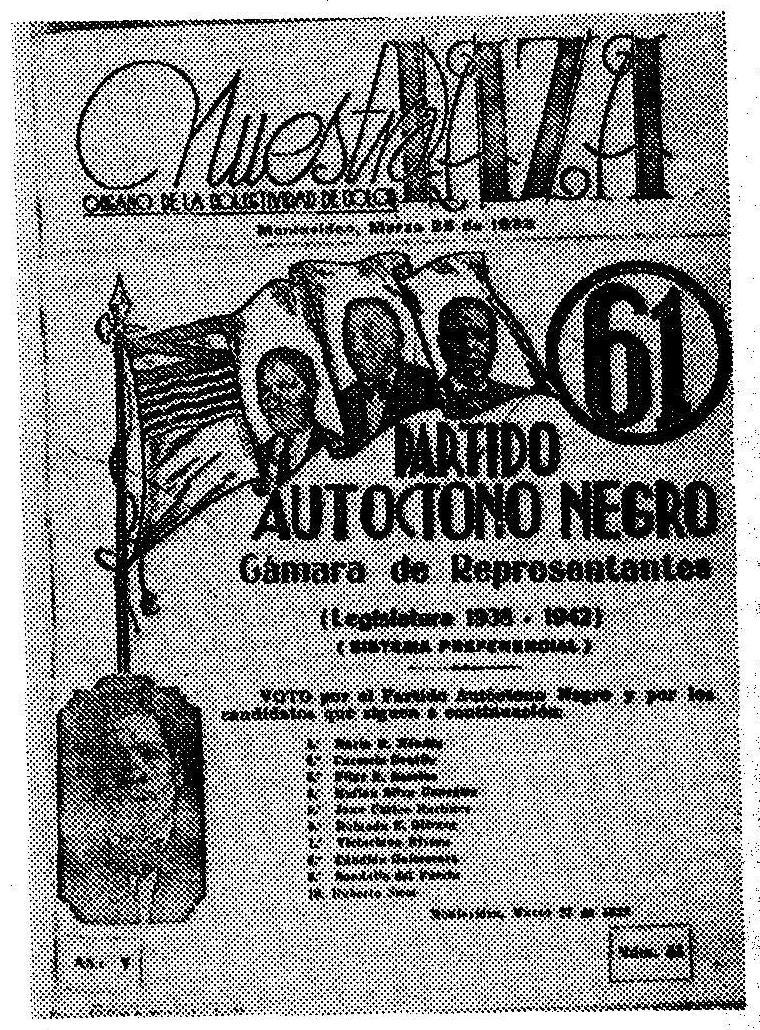
Portada de la Revista Nuestra Raza n.º 55 (1936) compuesta con un facsímil de la hoja electoral del Partido Autóctono Negro (PAN)

En el año 1933 el presidente constitucional Gabriel Terra encabeza un golpe de Estado y disuelve las cámaras legislativas. Comienza un período signado por la resistencia de una parte del sistema político a la dictadura que se tradujo en su abstención electoral e incluso en intentos de enfrentarla apelando a las armas. Es en este contexto en el cual se funda el Partido Autóctono Negro.
En mayo de 1936 se realiza su primera Asamblea en una sala de la Asociación Fraternidad y pocos días después aprueba su Manifiesto. En septiembre fallece Salvador Betervide.
En abril de 1937 comienza a publicarse su órgano de prensa oficial, el periódico Pan, siendo su primer redactor responsable Sandalio del Puerto, quien pronto es sustituido en la función por Carmelo Gentile. En julio se forma la seccional del PAN en el departamento de Rivera y en diciembre en el de Cerro Largo.
Del 5 al 7 de marzo de 1938 tiene lugar su Convención en la cual se define su lista de candidatos a la Cámara de Representantes por el departamento de Montevideo. La misma la encabezó Mario Méndez.
Todas estas actividades encontraron muy poco eco en la colectividad no movilizando el Partido más de 25 militantes. En las elecciones generales de Uruguay de 1938, realizadas el 27 de marzo, el PAN obtuvo 87 votos. Las mismas fueron ganadas por el sector colorado que apoyaba a la dictadura que totalizó 219.262 votos, los otros sectores de su partido se abstuvieron así como parte del Partido Nacional.

## De las elecciones de 1938 hasta su disolución
El resultado sumió al PAN en una crisis que lo inmovilizó hasta 1941 cuando el presidente Alfredo Baldomir, en el cargo como resultado de un golpe de Estado contra Terra, convoca a elecciones.
Al poco tiempo de comenzar a reunirse nuevamente se divide en dos fracciones, una encabezada por Mario Méndez y la otra por Ignacio Suárez Peña. El núcleo de la revista Nuestra Raza ya se había separado en 1938. El origen de la división radicó en rivalidades personales reforzadas por la idea de que Méndez no representaba cabalmente los intereses de la colectividad porque tenía una posición económica poco usual en la misma (era propietario de una pequeña imprenta y vivía en un barrio de clase media típicamente habitado por blancos). Las dos fracciones se disputan la posesión del lema ante la Corte Electoral, la cual no se define por ninguna de ellas.
En junio de 1942 fallece Mario Méndez, situación que posibilita que el Partido se recomponga volviendo, incluso, a reafiliarse el grupo de Nuestra Raza. De todos modos el PAN finalmente no participa en las elecciones nacionales.
En junio de 1944 su Dirección resuelve disolver el Partido y donar sus pocos bienes a Nuestra Raza.

## Fuente bibliográfica
- Gascue, Álvaro (1988), Un intento de organización política de la raza negra en Uruguay. Hoy es Historia, número 27, Montevideo.